# Pervomaïskyï (oblast de Donetsk)
Pervomaïskyï (en ukrainien : Первомайський, en russe : Первомайский, Pervomaïskiï) est une commune urbaine de l'est de l'Ukraine, dans l'oblast de Donetsk, dépendante du raïon de Horlivka et de la communauté urbaine de la ville de Snijne. Sa population s'élevait à 2793 habitants en 2019.

## Géographie
La commune se situe près de la rivière Olkhovtchyk, affluente du fleuve côtier Mious, qui se jette plus au sud dans la mer d'Azov. Elle est assise sur le Plateau du Donets, à 2623 mètres d'altitude. Elle est limitrophe au nord de la commune urbaine de Pervomaïske, dans la périphérie sud de la ville de Snijne. Elle se trouve à 73 km à l'est de la ville de Donetsk.